# Gerrit Badenhorst
Gerrit Badenhorst (ur. 10 października 1962) – południowoafrykański sztangista, trójboista siłowy i strongman.
Najlepszy południowoafrykański strongman w historii tego sportu. Mistrz RPA Strongman w latach 1989, 1990, 1992, 1993, 1994, 1995 i 1998. Wicemistrz Świata Strongman 1995.

## Życiorys
Gerrit Badenhorst w młodości trenował różne dyscypliny sportowe. Ostatecznie zajął się sportami siłowymi. Zadebiutował na międzynarodowych zawodach siłaczy w 1992 r. Trenował z południowoafrykańskim siłaczem, Pieterem de Bruynem.
Gerrit Badenhorst był pierwszym zawodnikiem z RPA, który wziął udział w indywidualnych Mistrzostwach Świata Strongman. Wziął udział w tych zawodach dziewięć razy, w latach 1992, 1993, 1994, 1995, 1996, 1997, 1998, 1999 i 2000. Jest tym południowoafrykańskim zawodnikiem, który zdobył dla RPA najwyższą lokatę w tych mistrzostwach, w całej historii tych zawodów.
W rundach kwalifikacyjnych Mistrzostw Świata Strongman 1998 doznał kontuzji i nie mógł wziąć udziału w finale. W Mistrzostwach Świata Strongman 1997 i Mistrzostwach Świata Strongman 1999 również nie zakwalifikował się do finałów.
Mieszka w Bloemfontein.
Wymiary:
- wzrost 186 cm
- waga 140 – 145 kg
- biceps 53 cm
- klatka piersiowa 135 cm

Rekordy życiowe:
- przysiad 450 kg
- wyciskanie 255 kg
- martwy ciąg 440 kg

## Osiągnięcia strongman
- 1989
  - 1. miejsce - Mistrzostwa RPA Strongman
- 1990
  - 1. miejsce - Mistrzostwa RPA Strongman
- 1992
  - 1. miejsce - Mistrzostwa RPA Strongman
  - 4. miejsce - Mistrzostwa Świata Strongman 1992, Islandia
- 1993
  - 1. miejsce - Mistrzostwa RPA Strongman
  - 8. miejsce - Mistrzostwa Świata Strongman 1993, Francja (kontuzjowany)
- 1994
  - 1. miejsce - Mistrzostwa RPA Strongman
  - 4. miejsce - Mistrzostwa Świata Strongman 1994, Południowa Afryka
- 1995
  - 1. miejsce - Mistrzostwa RPA Strongman
  - 2. miejsce - Mistrzostwa Świata Strongman 1995, Bahamy
- 1996
  - 3. miejsce - Mistrzostwa Świata Strongman 1996, Mauritius
- 1998
  - 1. miejsce - Mistrzostwa RPA Strongman
  - 4. miejsce - Drużynowe Mistrzostwa Świata Par Strongman 1998
- 1999
  - 5. miejsce - Drużynowe Mistrzostwa Świata Par Strongman 1999
- 2000
  - 7. miejsce - Mistrzostwa Świata Strongman 2000, Południowa Afryka
- 2002
  - 4. miejsce - Drużynowe Mistrzostwa Świata Par Strongman 2002